# Robert Clark Jones
Robert Clark Jones (ur. 30 czerwca 1916 w Toledo; zm. 26 kwietnia 2004) – amerykański fizyk, znany z prac w zakresie optyki.

## Życiorys
Ukończył studia doktoranckie na Harvardzie w roku 1941. Do 1944 pracował w Bell Labs, następnie do 1982 w Polaroid Corporation.
W roku 1941 opracował matematyczną reprezentację stanu polaryzacji, znaną jako formalizm Jonesa.
R. C. Jones otrzymał następujące wyróżnienia:
- 1944 Adolph Lomb Medal (Optical Society of America)
- 1972 Frederic Ives Medal (Optical Society of America)
- 1989 Dennis Gabor Award (SPIE)
- 2004 G. G. Stokes Award za całokształt osiągnięć (SPIE)